# Sekou Kaba
Sekou Kaba (né le 25 août 1990 à Conakry en Guinée) est un athlète naturalisé canadien en 2012, spécialiste du 110 m haies.
Le 4 juillet 2015, il porte son record personnel à 13 s 43 à Edmonton, avec un vent favorable de + 1,9 m/s.

## Palmarès
| Date | Compétition             | Lieu    | Résultat | Épreuve     | Temps   |
| ---- | ----------------------- | ------- | -------- | ----------- | ------- |
| 2013 | Jeux de la Francophonie | Nice    | 1er      | 110 m haies | 13 s 84 |
| 2017 | Jeux de la Francophonie | Abidjan | 2e       | 110 m haies | 13 s 81 |
| 2017 | Universiade             | Taipei  | 7e       | 110 m haies | 13 s 87 |